# Villa Progreso (Querétaro)
Villa Progreso es una localidad del municipio de Ezequiel Montes, en el suroeste del estado de Querétaro, en México. 
Se encuentra a 7 km de la cabecera municipal de Ezequiel Montes y a 67 km de la ciudad de Santiago de Querétaro, en 2010 tenía una población de 5604 habitantes.

## Etimología
Esta localidad es también conocida como San Miguel Tetillas, ya que en su término existen dos cerrillos que tienen estas formas, lo de San Miguel se debe a que el Arcángel San Miguel es el patrono del lugar. Fue nombrado por los otomíes como Bothë que quiere decir "lugar de los dos cerros". En 1942 se le cambia el nombre al actual. 

## Historia
Villa progreso fue fundado como pueblo de indios, poblado predominantemente por otomíes originarios de la provincia de Xilotepec, tiene la peculiaridad de que los diferentes sitios que existen cerca, son nombrados con los apellidos de las familias que habitan esas zonas de la población, como: Los Castillo, Los Valencia, Los Cantera, Los Díaz, etc. hoy en día ya denominado Tetillas, Villa Progreso.

## Festejos
Sus principales festejos patronales son el 8 de mayo y el 29 de septiembre fechas en las que se conmemora la llegada y el santo sucesivamente del Arcángel San Miguel, además de otros festejos religiosos a diferentes santos que son venerados en sus más de cuarenta capillas oratorios que existen en el lugar. Durante estas fiestas se preparan suculentos platillos como mole, nopales de santo, nopales con camarón, tamales, atole, etc.

## Producción
En esta población se fabrica alfarería de grano grueso la que es decorada con pinturas de diferentes colores pastel con la peculiaridad de que sus diseños son realizados con pequeños puntos y con líneas, por lo que podrán comprar lámparas de mesa, licoreras con vasitos, bases y capuchones que lo mismo pueden servir de lámparas eléctricas o para cubrir veladoras en mesas o adosadas a las paredes, ceniceros, vajillas, saleros, porta velas, platos decorativos y muchos artículos más que son vendidos en una tienda abierta junto a la fábrica, que aunque no está cerca del camino de entrada a la población, sus habitantes les podrán indicar dónde se encuentra para poder adquirir sus obras de cerámica.
También se puede encontrar artesanías elaboradas con Ixtle o Henequén. 
Es un pueblo con variedad gastronómica, desde la más simple comida hasta los gustos más excéntricos.